# Geografia Republicii Moldova
Republica Moldova este situată în partea Sud-Centrala a Europei, la vest fiind mărginită de râul Prut, care formează hotarul cu România, iar la nord, sud și est se învecinează cu Ucraina. Majoritatea teritoriului este constituită de podișul deluros dintre Prut și Nistru. Dunărea formează pentru 569 de m hotarul de sud a țării.

## Generalități
Poziționare
Europa centrală Sud-Estică; 
Coordonate geografice: 45°27’ - 45°27’ Nord (350 km), 26°39’ - 30°05’ Est (150 km);
Litoralul : Republica Moldova dispune de un acces de 569 m la Dunăre, care în acest loc este navigabilă pentru navele maritime. Teoretic, Republica Moldova ar putea așadar dispune de o flotă maritimă, cu condiția ca navele să fie mici și să nu fie multe.
Puncte extreme
- Nord : Naslavcea - 48°20’ lat. N
- Sud : Giurgiulești, pe Dunăre - 45°28’ lat. N
- Vest : Criva, pe Prut - 26°30’ long. E
- Est : Palanca, pe Nistru - 30°06' long. E
- Cel mai înalt punct : Dealul Bălănești - 430 m
- Cel mai jos punct : lunca Nistrului - 2 m.

- Suprafața totală 33.845 mii km2

- Utilizarea terenurilor:

- - teren arabil: 53%
  - culturi cerealiere: 14%
  - pășuni: 13%
  - păduri si teren forestier: 9%
  - altele: 11%

Terenuri irigate: 3.110 km² (est. 1993)
Riscuri naturale: structurile geologice, bunăoară loessul, și climatul provoacă alunecări de teren

## Relief

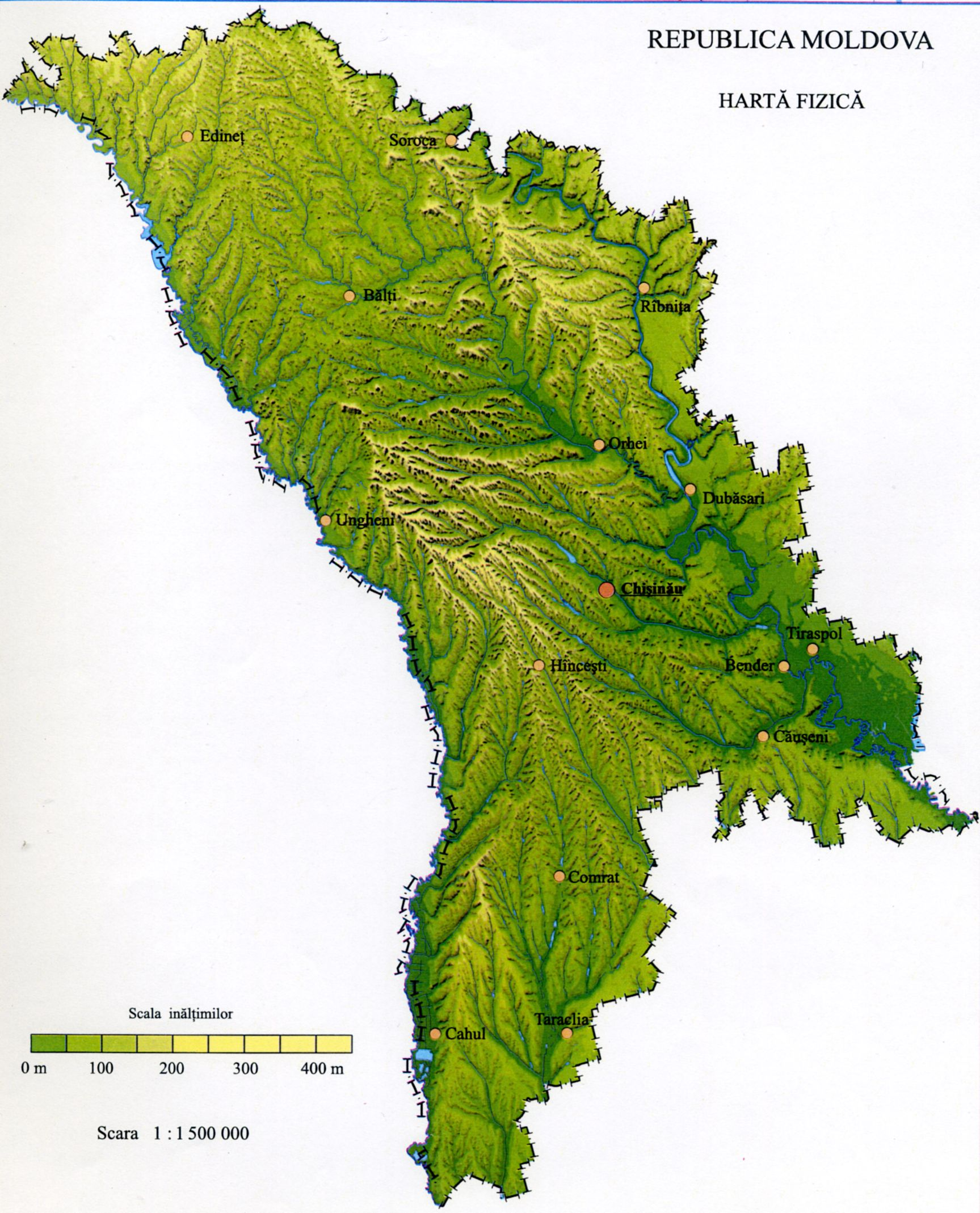
Harta fizică

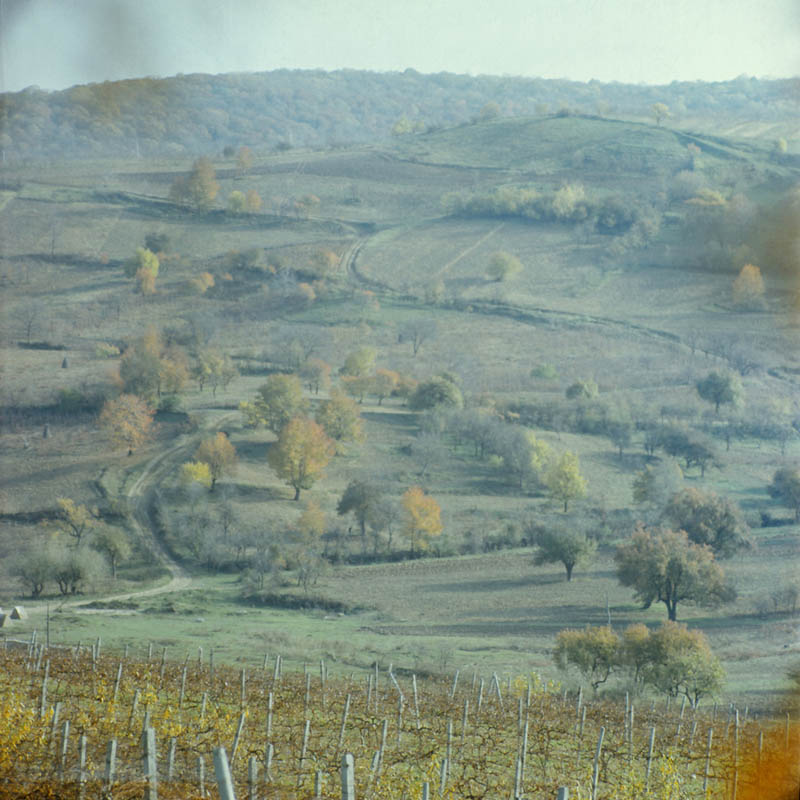
Peisaj din zona Sîngereiului (anii '80).

În Republica Moldova se evidențiază următoarele forme de relief: câmpii, podișuri, coline, văi, canioane. Cu excepția acestora din urmă, caracterul general al reliefului este puțin contrastat, cu forme rotunjite de o eroziune relativ uniformă, datorata atât slabei pluviometrii, cât și geologiei, în care domină sedimentele recente orizontale . 
Resursele naturale sunt : lignitul, fosforitele, ghipsul, terenul arabil.

## Climă
Clima Republicii Moldova este temperat continentală. Verile sunt lungi și călduroase cu temperaturi medii de peste 20 °C, iernile sunt sărace în precipitații iar în ianuarie temperatura medie este în jur de -4 °C. Cantitatea de precipitații căzute variază drastic, perioadele de secetă sunt dese, dar mediile multianuale de precipitații se încadrează între 400 mm în sud și 600 mm în nord. Majoritatea precipitațiilor cad în lunile martie și octombrie atunci au loc și majoritatea inundațiilor și viiturilor. Minima absolută : -36 °C, maxima absolută : 41 °C.
Iarna începe odată cu intrarea maselor de aer rece în țară : în nordul republicii temperatura medie în ianuarie este de -5°c , iar în sud de -3 °C. Stratul de zăpadă este foarte subțire și se păstrează deobicei numai două luni și jumătate în nord și o lună în sud.
Verile sunt forte călduroase și uscate. În luna iulie temperatura medie în nord este de 20 °C , iar în sud de 22 °C. Deseori, mase de aer tropical aduc temperaturi de 30 - 38 °C. Precipitațiile sunt rare, majoritatea acestora cad în timpul furtunelor însoțite de grindină și descărcări electrice. Secetele sunt foarte frecvente. 
Prima parte a toamnei se aseamănă cu vara, în a doua parte a toamnei temperaturile încep să scadă iar ploile devin mai dese.

## Hidrografie
Teritoriul țării este traversat de peste 3200 râuri, râulețe și pâraie permanente, 90% din care au o lungime mai mica de 10 km și numai 9 de peste 100 km.
Cele mai mari râuri și principalele surse de apă - Nistru are o lungime de 1345 km, Prutul cu o lungime de 967, izvorăsc din munții Carpați din Ucraina și pentru Moldova sunt râuri de frontieră. În granițele sale actuale, Republica Moldova are 569 m din malul stâng al Dunării la confluența sa cu Prutul. Cel mai important curs de apă intern este Răutul ce are o lungime de 286 km și un bazin hidrografic de 7.760 km².
Pluviometria slabă și neregulată determină perioade de etiaj sau chiar de desecare totală a majorității cursurilor de apă cu debit mic. 

## Vegetație

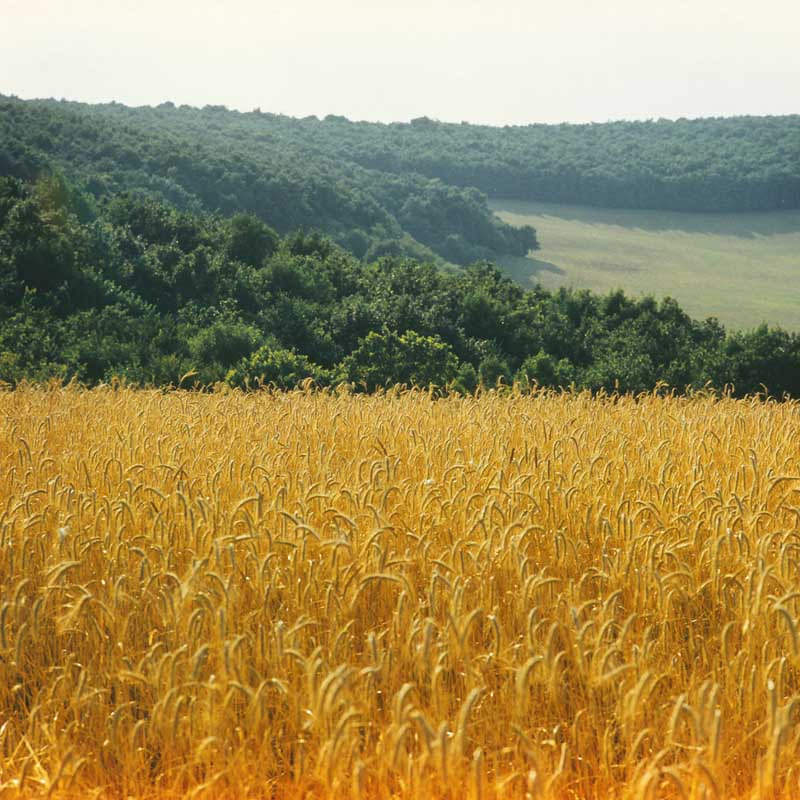
Peisaj natural din raionul Hîncești

Flora cuprinde 2300 specii de plante sălbatice : din acestea circa 13% sunt specii rare. Printre arbori, stejarul, fagul, jugastrul și teiul domină. Republica Moldova este situată între două zone de vegetație : pădurea și stepa, care în trecut au fost acoperite de plante ierboase și vegetație forestieră. Cea mai mare parte din teritoriul Republicii Moldova este acum modificat de activitatea umană. Stepa a fost arată, scăzând semnificativ suprafața de pășune, cea mai mare parte a pădurilor a fost tăiată în secolul XIX, iar mlaștinele au fost drenate. 
Suprafața de pădure-verde aflată în rezervații naturale și a zonelor protejate este de 428,5 mii de hectare (2005). Pădurile ocupă o suprafață de 12,5% la sută. Vârsta medie a pădurilor este de 40 de ani. Pădurile seculare care s-au mai păstrat ocupă suprafețe mici—6000 ha (2% din suprafața pădurilor). Predomină pădurile foioase specifice Europei Centrale. Componența lor floristică este destul de diversă și numără peste 100 de specii de arbori și arbuști.

## Faună

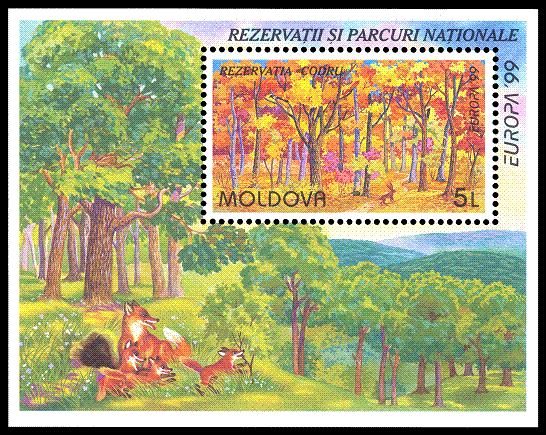
Rezervația științifică „Codru”

Fauna cuprinde 68 specii de mamifere (bunăoară vulpea, căprioara, cerbul și mistrețul), 270 specii de păsări și zeci de mii de specii de nevertebrate. Varietatea condițiilor de mediu din trecut și abundența de alimente a contribuit la formarea unei faune sălbatice felurite în Moldova. Cu toate acestea, datorită creșterii utilizării terenului pentru agricultură și datorită extinderii orașelor, fauna este în prezent mult mai saracă. Peste 45 de specii de mamifere (urși, bouri, zimbri, elani, tarpani, biberi etc.) și numeroase specii de păsări au dispărut în secolele trecute. În pofida acestui fapt, fauna din prezent are mai mult de 400 de specii de vertebrate. Preponderent specii care apar de asemenea și în România și Ucraina, și în Balcanii de Est.
În păduri trăiesc : cerbi, jderi, veverițe, șoareci de pădure, pajure, vulturi pleșuvi, ciufi de pădure, huhureze, ulii, ciocănitori pestrițe, pițigoi, cinteze, codobaturi, gaițe, coțofene, cuci, dumbrăvenci, porumbei și sitari.
Stepa are o faună alcătuită mai ales din rozătoare, dintre care cel mai reprezentativ este popândăul. Mai apar: hârciogul, șoarecii de câmp și cățeii-pământului. Animalele mai mari sunt: lupul, vulpea, viezurele, dihorul de stepă, dihorul pătat. Dintre păsări se întâlnesc: ciocârlia de câmp, ciocârlia mare, prepelița, graurul, dumbrăveanca, cioara, stăncuța ș.a.m.d. Dintre reptile apar: năpârcile, șerpii de casă, șopârlele agile, gușterii, broaștele țestoase. Este de remarcat prezența unor insecte caracteristice, cum sunt rădașca sau călugărița.

## Substanțe minerale utile
Deși s-au descoperit mici filoane de minereuri de metale, substanțele minerale metalifere nu pot fi exploatate din pricina nerentabilității, ceea ce salvează zonele respective de poluarea cu metale grele precum mercurul, și de distrugerile peisagere consecutive, lăsând astfel neatins potențialul economic agricol și turistic. În raionul Soroca, lângă Vărăncău, s-a descoperit minereuri de fier constituite din piroxen, magnetit și cuarț. Conținutul mediu de magmatit este de doar 30-35%.

## Tratate internaționale la care RM este parte
- Membră: Air Pollution, Biodiversity, Climate Change, Desertification, Hazardous Wastes, Ozone Layer Protection.
- Semnatară, dar n-a neratificat: Air Pollution-Persistent Organic Pollutants.